# Гренадерська навчальна дивізія (Третій Рейх)
Гренадерська навчальна дивізія (Третій Рейх) (нім. Grenadier-Lehr-Division) — навчальна гренадерська піхотна дивізія Вермахту за часів Другої світової війни.

## Історія
Гренадерська навчальна дивізія сформована 3 серпня 1944 року на навчальному центрі «Доберіц» (нім. Truppenübungsplatz Döberitz) і призначалася для виконання завдання за планом операції «Танне Ост», але вже 17 числа вона була переформована на 563-тю гренадерську дивізію.

### Склад
| 1944                                    |
| --------------------------------------- |
| 1147-й гренадерський полк               |
| 1148-й гренадерський полк               |
| 1149-й гренадерський полк               |
| 1563-й артилерійський полк              |
| 1563-те дивізійне управління постачання |